# Paroeme
Paroeme is een kevergeslacht uit de familie van de boktorren (Cerambycidae). De wetenschappelijke naam van het geslacht werd voor het eerst geldig gepubliceerd in 1886 door Aurivillius.

## Soorten
Paroeme omvat de volgende soorten:
- Paroeme annulipes (Chevrolat, 1855)
- Paroeme basilewskyi (Lepesme & Breuning, 1955)
- Paroeme flava (Thomson, 1858)
- Paroeme inermis Jordan, 1903
- Paroeme laticornis Villiers, 1985
- Paroeme maynei (Lepesme & Breuning, 1955)
- Paroeme meridionalis Adlbauer, 1994
- Paroeme montana Aurivillius, 1925
- Paroeme murphyi Adlbauer, 2007
- Paroeme nigripes Aurivillius, 1907
- Paroeme orientalis Breuning, 1962
- Paroeme semifemorata (Chevrolat, 1856)
- Paroeme setosa Adlbauer, 2012
- Paroeme similis Jordan, 1903
- Paroeme verrucifer Bates, 1890